# Жёсткий дирижабль

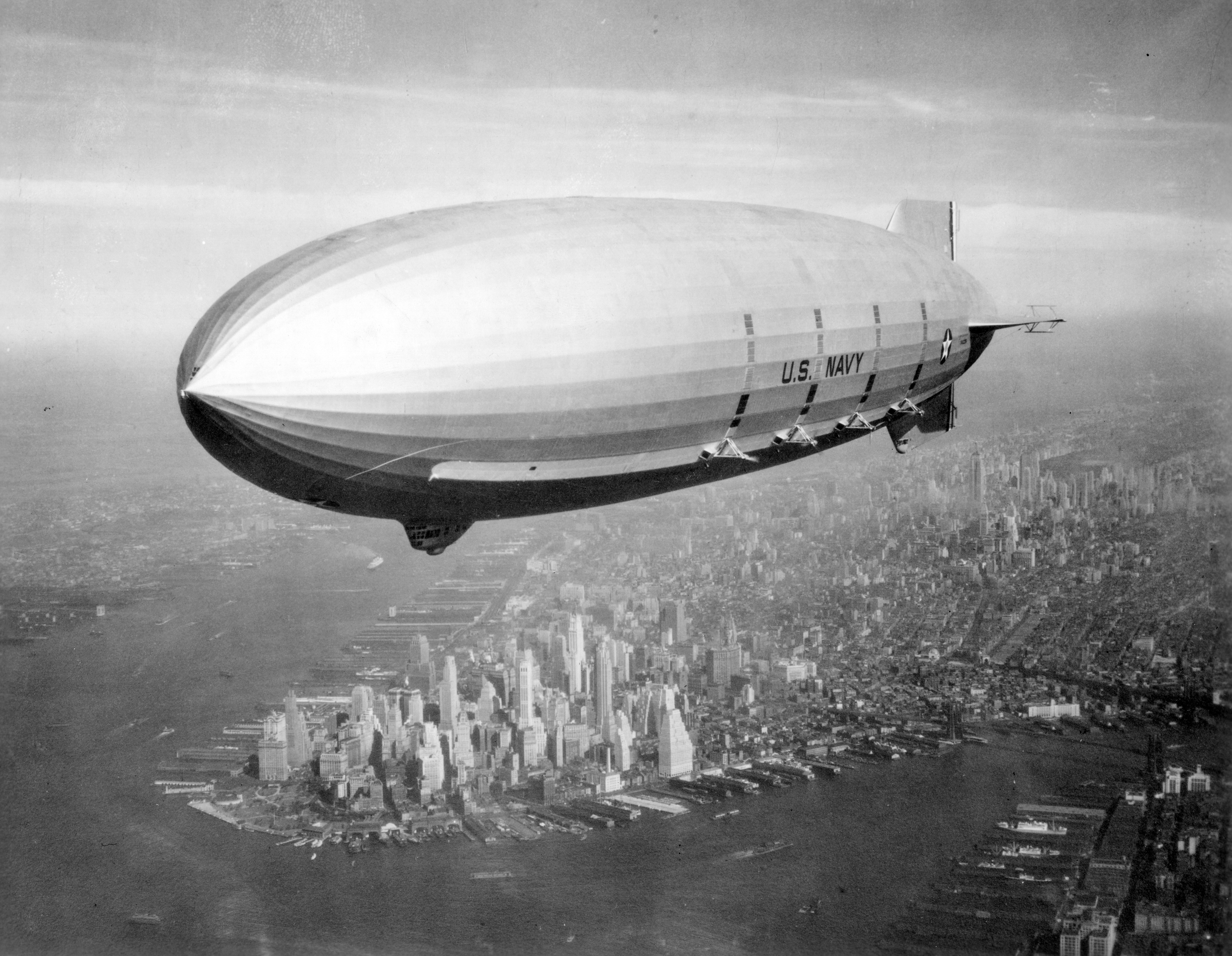
Жёсткий дирижабль ВМС США ZRS‑5 «Macon». 1933 год

Жёсткий дирижа́бль — тип дирижабля, основной особенностью которого являлось распределение несущего газа по отдельным замкнутым отсекам, размещённым внутри обтянутого тканью металлического (реже — деревянного) каркаса, воспринимавшего все нагрузки и избавлявшего от необходимости поддерживать посредством баллонетов избыточное давление несущего газа (в отличие от дирижаблей мягкой и полужёсткой систем).
Воздушные корабли этого типа являлись наиболее крупными дирижаблями: некоторые из них достигали в длину почти четверти километра и имели максимальный диаметр более 40 метров. Всего с конца XIX века до конца 1930-х годов было построено около 160 жёстких дирижаблей: полтора десятка в Великобритании, 3 в США, 1 во Франции, остальные в Германии. В 1897 году был создан единственный жёсткий дирижабль с металлической обшивкой — небольшой дирижабль Д. Шварца. Иногда всякий жёсткий дирижабль не совсем точно называют цеппелином.

## Конструкция

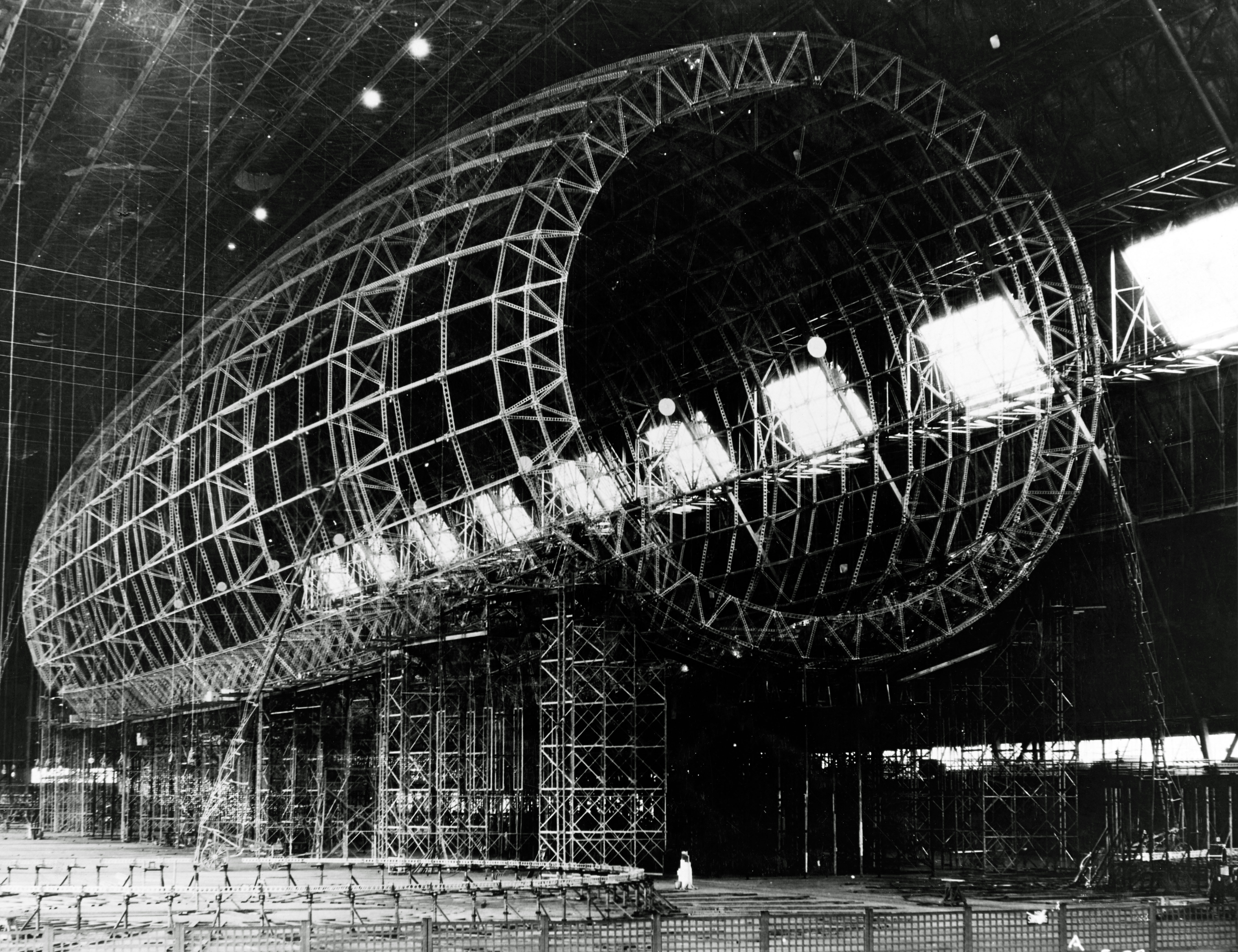
Каркас дирижабля ZRS-4 («Акрон»)

Каркас жёстких дирижаблей изготавливался из металла, как правило дюралюминия, или, реже, из дерева и состоял из поперечных и продольных ферм. Поперечные фермы имели вид многоугольника (например, 28-угольника у «Графа Цеппелина», 36-угольника у «Гинденбурга») и назывались шпангоутами. Шпангоуты находились на расстоянии 3,8—22,5 м (преимущественно 10—15 м) друг от друга, причём между этими шпангоутами, называемыми главными, обычно располагались от 1 до 3 вспомогательных шпангоутов. Главные шпангоуты подавляющего большинства жёстких дирижаблей (за исключением, например, британского R.101 и американского «Акрона») расчаливались стальными проволоками, расположенными в плоскости самих шпангоутов. Продольные фермы, проходившие вдоль всего дирижабля от носа до кормы, назывались стрингерами. Часто они тоже подразделялись на главные и промежуточные и соединялись со шпангоутами у их вершин. На носу и корме число стрингеров обыкновенно уменьшалось и они заканчивались куполообразным носом и конической кормой. Шпангоуты и стрингеры образовывали, таким образом, на поверхности каркаса приблизительно прямоугольные панели, расчаливавшиеся крест-накрест проволоками — диагональной расчалкой. Кроме неё, были также вспомогательная расчалка, имевшая вид сети и проходившая по внутренней поверхности каркаса, и верёвочная сеть, которые служили для восприятия давления газа от наполненных газовых баллонов (мешков). В нижней части каркаса по всей длине дирижабля проходил коридор (киль), служивший для сообщения с гондолами и размещения различных грузов, а также баков с топливом, маслом и водой; несколько поздних дирижаблей имели 2—3 продольных коридора.
Несущий газ (водород, гелий) находился в газовых баллонах (мешках), сделанных в большинстве случаев из бодрюшированной ткани: три — четыре слоя бодрюша (материала, выделываемого из слепой кишки крупного рогатого скота) наклеивали на матерчатую подкладку и пропитывали всё лаком. Количество газовых баллонов колебалось от 12 до 20. В первом приближении они имели цилиндрическую форму и занимали отсеки каркаса между двумя смежными главными шпангоутами. Каждый газовый баллон снабжался автоматическим предохранительным газовым клапаном; кроме того, часть баллонов имела маневровые газовые клапаны.
Внешняя оболочка обтягивала снаружи весь каркас и служила для придания дирижаблю аэродинамической формы и защиты газовых баллонов от неблагоприятных атмосферных воздействий. Оболочка состояла, как правило, из хлопчатобумажной ткани, покрытой целлоном; на поздних цеппелинах сюда же добавлялся алюминиевый порошок, что придавало дирижаблям серебристый оттенок.
Оперение и органы управления размещались, за исключением ранних моделей, на корме жёстких дирижаблей. Оперение имело вид креста и состояло из 2 вертикальных килей, оканчивающихся рулями направления, и 2 горизонтальных стабилизаторов, оканчивающихся рулями высоты.
Для управления дирижаблем, размещения двигателей и пассажиров имелось, как правило, несколько гондол, находившихся снаружи дирижабля. На поздних жёстких дирижаблях пассажирские помещения находились внутри каркаса. На дирижабли устанавливалось до 6 мотогондол, а количество двигателей доходило до 8. На американских «Акроне» и «Мейконе» двигатели размещались внутри корпуса.

## Преимущества и недостатки
По сравнению с дирижаблями других систем (мягкой, полужёсткой) жёсткие дирижабли имели ряд преимуществ:
- жёсткий каркас позволял постройку дирижаблей очень больших размеров. В то время как объёмы мягких и полужёстких дирижаблей не превышали 30—40 тыс. м³, объём жёстких воздушных кораблей достигал 200 тыс. м³. С увеличением же объёма резко возрастала рентабельность дирижабля. Поэтому жёсткие дирижабли считались наиболее пригодными для работы на мировых воздушных линиях — для перевозки значительных грузов на большие расстояния;
- жёсткие дирижабли допускали комфортабельное расположение пассажирских помещений (посредством устройства 2—3 палуб внутри каркаса) и обеспечивали для пассажиров низкий уровень вибраций и шума (по причине значительного удаления двигателей от пассажирских помещений);

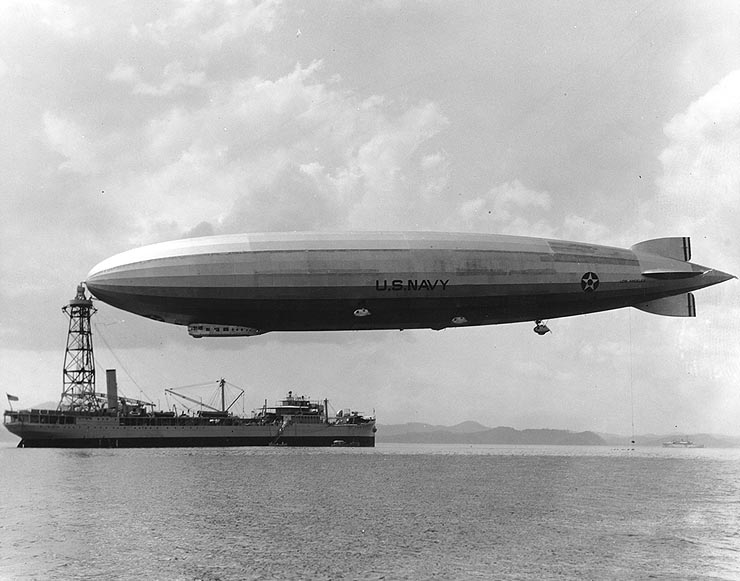
ZR-3 «Los Angeles» на судовой причальной мачте

- жёсткий каркас обеспечивал в полёте полную неизменяемость формы, что уменьшало аэродинамическое сопротивление; вследствие этого цеппелины являлись на своё время наиболее быстроходными дирижаблями;
- жёсткий дирижабль позволял в полёте иметь удобный доступ ко многим частям конструкции. Это обстоятельство, а также разделение газа на изолированные друг от друга газовые отсеки рассматривались как имеющие большое военное значение;
- очень большие объёмы позволяли строить высотные дирижабли;
- благодаря жёсткому каркасу на дирижаблях этой системы было проще, чем на дирижаблях остальных систем разместить вооружение, установив пулемёты или малокалиберные пушки не только в гондолах, но и на хребте дирижабля;
- дирижабли жёсткого типа могли длительное время стоять на причальных мачтах и сравнительно мало страдать от влияния атмосферных условий, так как внешняя оболочка предохраняла наиболее важные части корабля (газовые баллоны, фермы каркаса).

Однако жёсткие дирижабли имели и ряд недостатков, вытекавших из особенностей их конструкции:
- нерационально было строить жёсткие дирижабли небольших объёмов, так как их полезная подъёмная сила из-за тяжёлого каркаса получалась незначительной;
- спуск на неподготовленную площадку без помощи людей на земле был чрезвычайно труден, и стоянка жёсткого дирижабля на подобной площадке, как правило, заканчивалась аварией, так как хрупкий каркас при более или менее сильном ветре неминуемо разрушался;
- пилотаж жёстких дирижаблей был крайне сложен и резко отличался от пилотажа дирижаблей других систем. Поэтому жёсткие дирижабли требовали исключительно опытного экипажа;
- ремонт каркаса и замена его отдельных частей требовали значительного времени и опытного персонала;
- детальный предполётный осмотр жёсткого дирижабля был весьма сложен, как и вообще всё обслуживание дирижаблей этой системы;
- стоимость жёстких дирижаблей была очень высока.

## Достижения

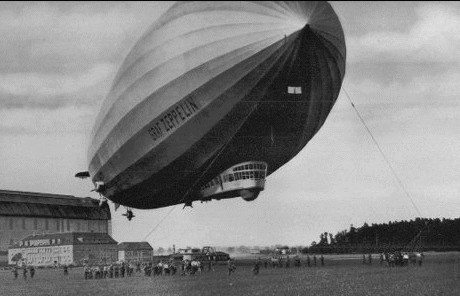
LZ 127 «Граф Цеппелин» над фридрихсхафенской дирижабельной верфью

За четыре десятилетия применения налёт дирижаблей жёсткого типа составил 75—80 тыс. часов. Из примерно 160 построенных жёстких воздушных кораблей около 100 были потеряны в авариях и катастрофах, в том числе около 40 — в результате прямого воздействия неприятеля (сбиты зенитным огнём и авиацией, разбомблены в эллингах); приблизительно 60 остальных дирижаблей разобрали из-за их износа, устаревания, непригодности к эксплуатации, по другим причинам. Всего на четырёх десятках жёстких дирижаблей погибли 748 человек (в том числе на двух десятках кораблей — от действий противника).
Немецкие цеппелины, использовавшиеся для коммерческих перевозок (7 предвоенных дирижаблей «DELAG», LZ 120 «Bodensee», LZ 127 «Graf Zeppelin» и LZ 129 «Hindenburg»), совершили в общей сложности 2,3 тыс. полётов, проведя в воздухе 24 тыс. часов и преодолев 2,3 млн км; при этом было перевезено 28,6 тыс. пассажиров (79,4 тыс. человек с учётом членов экипажей, стажирующихся экипажей и т. п.), 53 т почты и 43 т грузов.
В своё время дирижаблям жёсткой системы принадлежали почти все рекорды в области управляемого воздухоплавания. Ниже приведены некоторые из них.
Первый трансконтинентальный полёт. 21—25 ноября 1917 года немецкий воздушный корабль L 59 (по верфи — LZ 104) объёмом 68 500 м³ с 13 тоннами полезного груза совершил беспосадочный перелёт из Болгарии в Африку (район Хартума) и обратно, пролетев за 95 часов 6757 км. После посадки на борту находился ещё более чем двухсуточный запас горючего. Это был также первый полёт дирижаблей в тропиках.
Наибольшая продолжительность полёта. Немецкий цеппелин LZ 114/L 72, переданный по репарациям Франции и названный там «Dixmude», совершил 25—30 сентября 1923 года полёт над Средиземным морем, Северной Африкой и Францией продолжительностью 118 часов 41 минута, преодолев при этом около 7,2 тыс. км.
Максимальная высота, достигнутая жёстким дирижаблем. 20 октября 1917 года немецкий морской цеппелин L 55 при возвращении с налёта на Англию, спасаясь от возможной атаки неприятельских самолётов, достиг высоты 7300 м.
Первый перелёт Атлантического океана с острова Великобритания в США и обратно. 2—6 июля 1919 года британский воздушный корабль R.34 перелетел из Ист-Форчуна (Шотландия) в Минеолу (Нью-Йорк), покрыв за 108 часов 12 минут 5800 км. Обратный полёт в Пулхэм (Англия) 10—13 июля протяжённостью 6141 км продлился благодаря попутным ветрам только 75 часов 3 минуты.
Первый перелёт с материковой Европы в Северную Америку. Немецкий дирижабль LZ 126 (названный в США ZR-3 «Los Angeles») 12—15 октября 1924 года под командованием Хуго Эккенера совершил перелёт из Фридрихсхафена в Лейкхерст (около ста километров юго-юго-западнее Нью-Йорка), пролетев за 81 час 8050 км.
Первый пассажирский трансатлантический перелёт. Немецкий дирижабль LZ 127 «Граф Цеппелин», имея на борту 20 пассажиров и 430 кг почты, под командованием Хуго Эккенера перелетел 11—15 октября 1928 года за 111 часов 44 минуты из Фридрихсхафена через острова Мадейра и Бермудские острова в Лейкхерст, преодолев 9926 км.
Наибольшая скорость, достигнутая жёстким дирижаблем. В испытательном полёте 31 августа 1933 года дирижабль ВМС США ZRS-5 «Macon» развил скорость 140 км/ч.
Наиболее дальний перелёт жёсткого дирижабля. Пассажирский цеппелин LZ 129 «Гинденбург» при выполнении регулярного полёта Франкфурт-на-Майне — Рио-де-Жанейро 21—25 октября 1936 года за 111 часов 41 минуту прошёл расстояние 11 278 км.
Наибольшая полезная нагрузка. Полезная нагрузка (включая топливо, балласт, другие неоплачиваемые грузы) крупнейших за всю историю воздухоплавания дирижаблей LZ 129 «Hindenburg» и LZ 130 «Graf Zeppelin» (II) объёмом 200 тыс. м³ составляла около 100 т. Коммерческая (платная) нагрузка (пассажиры, почта, багаж, провиант, другие оплачиваемые грузы) цеппелина LZ 129 «Hindenburg» в трансатлантических рейсах достигала 15—20 т.